# Olympische Jugend-Sommerspiele 2010/Teilnehmer (Japan)
| Gelbes Symbol für Goldmedaillen mit stilisierten Olympischen Ringen | Graues Symbol für Silbermedaillen mit stilisierten Olympischen Ringen | Braundes Symbol für Bronzemedaillen mit stilisierten Olympischen Ringen |
| ------------------------------------------------------------------- | --------------------------------------------------------------------- | ----------------------------------------------------------------------- |
| 8                                                                   | 5                                                                     | 3                                                                       |

Die Jugend-Olympiamannschaft aus Japan für die I. Olympischen Jugend-Sommerspiele vom 14. bis 26. August 2010 in Singapur bestand aus 71 Athleten.

## Athleten nach Sportarten

### Badminton
| Mädchen - Misaki Matsutomo Einzel: 9. Platz - Naoko Fukuman Einzel: 17. Platz | Jungen - Kento Horiuchi Einzel: 9. Platz |

### Basketball
Mädchen
- Maria Imanaka
- Hikari Itaya
- Misato Kuma
- Moeko Nagaoka
5. Platz

### Bogenschießen
| Mädchen - Mai Okubo Einzel: 9. Platz Mixed: 9. Platz (mit Ku Yuan-hsiang Chinesisch Taipeh) | Jungen - Tsukushi Koiwa Einzel: 9. Platz Mixed: 9. Platz (mit Alice Ingley Australien) |

### Gewichtheben
Mädchen
- Miku Shichinohe
Superschwergewicht: 12. Platz

### Judo
| Mädchen - Miku Tashiro Klasse bis 63 kg: Gold Mixed: Gold (im Team Essen) | Jungen - Ryosuke Igarashi Klasse bis 100 kg: Gold Mixed: 5. Platz (im Team Chiba) |

### Leichtathletik
| Mädchen - Mai Nishiwaki 1000 m: 9. Platz - Moe Kyuma 3000 m: Silber - Motoko Nakahara 100 m Hürden: 13. Platz - Remi Odajima Stabhochsprung: 6. Platz - Yuka Takahashi Weitsprung: 5. Platz - Shoko Matsuda Kugelstoßen: 10. Platz - Tsukasa Okumura Speerwurf: 9. Platz | Jungen - Masaki Nashimoto 100 m: Silber Staffellauf: 5. Platz (im Team Asien) - Keisuke Homma 200 m: Silber - Koki Takada 1000 m: 15. Platz - Kazuto Nishiike 3000 m: 4. Platz - Genki Naruse 400 m Hürden: 12. Platz - Wataru Tanaka Stabhochsprung: 7. Platz - Sho Matsubara Weitsprung: Silber - Daichi Nakamura Diskuswurf: 12. Platz |

### Radsport
Mixed
- Manami Iwade
- Yoshitaku Nagasako
- Koji Nagase
- Idomu Yamamoto
16. Platz

### Ringen
| Mädchen - Yu Miyahara Freistil bis 46 kg: Gold | Jungen - Yuki Takahashi Freistil bis 54 kg: Gold |

### Rudern
Mädchen
- Sae Kitayama
Einer: 17. Platz

### Schwimmen
| Mädchen - 4 × 100 m Freistil: 10. Platz 4 × 100 m Lagen: 5. Platz - Maya Hamano 100 m Brust: 4. Platz 200 m Brust: Bronze 4 × 100 m Freistil Mixed: 14. Platz - Mina Ochi 100 m Rücken: 18. Platz 200 m Rücken: 12. Platz 4 × 100 m Freistil Mixed: 14. Platz - Mayuko Okada 100 m Schmetterling: 21. Platz 200 m Schmetterling: 15. Platz 4 × 100 m Lagen Mixed: 7. Platz - Yukiko Watanabe 100 m Rücken: 9. Platz 200 m Rücken: 8. Platz 4 × 100 m Lagen Mixed: 7. Platz | Jungen - 4 × 100 m Freistil: 10. Platz 4 × 100 m Lagen: 9. Platz - Jun Isaji 100 m Schmetterling: 19. Platz 200 m Schmetterling: 10. Platz 4 × 100 m Freistil Mixed: 14. Platz - Tatsunari Shoda 200 m Brust: 15. Platz 200 m Lagen: 18. Platz 4 × 100 m Lagen Mixed: 7. Platz - Takahiro Tsutsumi 200 m Lagen: 8. Platz 4 × 100 m Lagen Mixed: 7. Platz - Yusuke Yamagishi 100 m Rücken: 19. Platz 200 m Rücken: 5. Platz 4 × 100 m Freistil Mixed: 14. Platz |

### Segeln
| Mädchen - Shiori Yuri Windsurfen: 13. Platz | Jungen - Daiya Kuramochi Windsurfen: 8. Platz |

### Tennis
| Mädchen - Sachie Ishizu Einzel: 1. Runde, Siegerin der Trostrunde Doppel: Viertelfinale - Emi Mutaguchi Einzel: 1. Runde, Halbfinale der Trostrunde Doppel: Viertelfinale | Jungen - Yasutaka Uchiyama Einzel: 1. Runde Doppel 1. Runde (mit Huang Liang-chi Chinesisch Taipeh) |

### Tischtennis
| Mädchen - Ayuka Tanioka Einzel: 5. Platz Doppel: Gold | Jungen - Koki Niwa Einzel: Gold Doppel: Gold |

### Triathlon
| Mädchen - Yuka Sato Einzel: Gold Mixed: 8. Platz (im Team Asien 1) | Jungen - Yuki Kubono Einzel: 26. Platz Mixed: 13. Platz (im Team Asien 2) |

### Turnen

#### Gymnastik
| Mädchen - Natsumi Sasada Einzelmehrkampf: 4. Platz Pferd: 4. Platz | Jungen - Yuya Kamoto Einzelmehrkampf: Gold Boden: 8. Platz Barren: 6. Platz Reck: 4. Platz Ringe: Silber Seitpferd: 6. Platz |

#### Rhythmische Sportgymnastik
Mädchen
- Midori Kahata
- Momoka Nagai
- Sara Ogiso
- Shiho Suzuki
4. Platz

#### Trampolinturnen
| Mädchen - Chisato Doihata Einzel: Bronze | Jungen - Ginga Munetomo Einzel: Bronze |

### Volleyball
Mädchen
- Yoko Onuma
- Saaya Karaki
- Mayu Koizumi
- Anna Fukami
- Akari Imakado
- Mami Ogonuki
- Nozomi Inoue
- Sayaka Tokiwa
- Yukiko Akashi
- Chizu Ichikawa
- Yui Kageyama
- Ayaka Mori
4. Platz